# Citrat de magneziu
Citratul de magneziu este un compus chimic utilizat ca aditiv alimentar și ca laxativ osmotic.